# Хангол
Хангол (hangol) — палка с рогатиной с одной стороны и крюком с другой. Широко распространен в Сомалиленде.
Хангол упоминает английский путешественник Чонси Хью Стиганд («В Абиссинию через неизведанные земли», 1910):
Палка с рогатиной на одном конце и с крюком на другом, используемая для того, чтобы при изготовлении зарибы подцеплять и подталкивать вперёд ветки.
Главное назначение хангола — создание зарибы. С помощью крюка куст нагибают к земле и рубят растение под корень. Ещё крюк используют при перетаскивании нарубленных веток. Рогатина необходима для формирования зарибы. Для местного населения хангол может служить и своеобразным оружием от собак и нищих.
Кроме того, хангол можно назвать частью стиля жителей Сомалиленда, так как он часто украшен национальными узорами, иногда его и лакируют. Хангол можно купить в лавках, где продают книги о религии или одежду для хаджа. По местным деньгам хангол стоит недёшево: полтора доллара за нелакированный и до трёх долларов за лакированный хангол.